# Nososticta mouldsi
Nososticta mouldsi – gatunek ważki z rodziny pióronogowatych (Platycnemididae).